# Rencontre East
Rencontre East est une petite communauté située dans la baie Fortune de l'île de Terre-Neuve à Terre-Neuve-et-Labrador au Canada. Elle est située au nord-est de Belleoram et au nord de Terrenceville. La communauté n'est pas reliée à d'autres communautés par la route et tous les chemins du village sont en terre et les quads sont le principal moyen de transport local. Elle est accessible via un service régulier de traversier. La principale industrie est la pêche à la morue et au homard ainsi que l'aquaculture. La communauté a été l'emplacement de l'une des quelques mines de molybdène au Canada. Cette dernière a été fermée après que seulement 2 000 tonnes aient été extraites.
Rencontre East a été l'une des zones de Fortune Bay touchées par l'événement de septembre 2019 au cours duquel 2,6 millions de saumons d'élevage sont morts. Après la mort, des images de résidus de saumon déversés dans l'océan près de Rencontre East ont été largement diffusées dans les médias locaux.

## Vivre à Rencontre East
Rencontre East a deux épiceries, une station de pompiers volontaires, une école recevant tous les niveaux et un centre communautaire. Elle a également deux églises, une anglicane (St. Stephens) et une catholique (St. Josephs).

## Annexe